# Josep de Fontcuberta
Josep de Fontcuberta fou un polític català. De tendència liberal, fou elegit diputat a les Corts Espanyoles per la província de Girona a les eleccions convocades després de l'aprovació de l'Estatut Reial de 1834 en substitució de Francesc Xavier de Perramon, però el 4 d'abril de 1835 fou substituït per Ramon Basart. Va col·laborar al diari El Propagador de la Libertad i durant un temps també fou director d'El Vapor, diari des d'on es va introduir als Països Catalans els principis del socialisme utòpic del comte de Saint-Simon. Es va interessar per la desfavorable condició dels treballadors en les relacions entre capital i treball, cosa que li va merèixer l'aparició del seu nom a l'article Los sansimonianos, publicat el 1837 a la Revista Europea, dirigida a Madrid per Andrés Borrego Moreno.
Un personatge amb el mateix nom figura l'abril de 1855 com a president de l'Associació de Socors Mutus de Mossos de Forns de Pa de Barcelona., i el 13 d'abril provocà tres dies d'agitació en no acceptar l'augment salarial proposat pels oficials forners.